# Вахш (река)
Вахш (на таджикски: Вахш; на руски: Вахш) е река в Таджикистан, дясна съставяща на Амударя. Дължина 524 km. Площ на водосборния басейн 39 100 km².
Река Вахш се образува под името Сурхоб от сливането на реките Муксу (лява съставяща) и Кизилсу (дясна съставяща) в северната част на Таджикистан, на 1834 m н.в., в близост до село Дамбураха. Около 150 km река Сурхоб тече в посока запад-югозапад в тясна V-образна долина, често и в дълбоки дефилета, между хребетите Петър Първи (част от Памир) на юг и Каратегински (част от планинската система на Хисаро-Алай) на север. След приемането на големия си ляв приток река Обихитгоу, вече под името Вахш реката завива на югозапад и тече в много тясно дефиле между хребетите Вахшки на югоизток и Каратегински на северозапад. В района на град Леваканд (бивш Калининабад), на 170 km от устието си река Вахш излиза от планините и навлиза във Вахшката долина, където течението и става бавно и спокойно, а коритото ѝ се разделя на ръкави. В най-южната част на Вахшката долина, на 318 m н.в. се съединява с идващата отляво река Пяндж и двете заедно дават началото на най-голямата средноазиатска река Амударя.
Основни притоци: леви – Обихингоу и др.; десни – Ярхъч, Сарбог, Явансу и др. Подхранването ѝ е предимно ледниково-снежно и в по-малък процент дъждовно. Пълноводие от май до септември. Среден годишен отток в устието 660 m³/s, максимален през юли 3120 m³/s, минимален през февруари 130 m³/s. Водата на Вахш се отличава с голямата си мътност – 4,16 kg/m³. По нейното течение е изградена каскада от четири водохранилища (Рогунско, Нурекско, Сангтудинско и Главно), като в основата на преградните им стени функционират мощни ВЕЦ-ове. Във Вахшката долина водите ѝ се използват за напояване, като са изградени два големи напоителни канала Вахшки и Шуроабадски. В най-долното си течение е плавателна за плиткогазещи съдове. По нейните брегове и в долината ѝ са разположени множество населени места: градове – Нурек, Леваканд (Калининабад) и Кургантюбе; селища от градски тип – Гарм, Новабад, Обигарм, Бустонкала, Колхозабад и др.; села районни центрове – Джиргатал, Хоит и Комсомолабад.

## Топографска карта
- J-42-Б М 1:500000[2]
- J-42-В М 1:500000[3]
- J-42-Г М 1:500000[4]